# 小行星5617
小行星5617（5617 Emelyanenko）是一颗绕太阳运转的小行星，为主小行星带小行星。该小行星于1989年3月5日发现。

## 轨道参数
小行星5617的轨道半长轴为2.4258751 UA，离心率为0.143。